# Spring Hill (Tennessee)
Spring Hill ist eine City im Maury County und Williamson County im US-amerikanischen Bundesstaat Tennessee. Das U.S. Census Bureau hat bei der Volkszählung 2020 eine Einwohnerzahl von 50.005 ermittelt.

## Lage
Spring Hill bildet mit Thompson’s Station eine zusammengewachsene Doppelstadt mit jeweils eigenständigen Verwaltungen. Während Thompson’s Station komplett im Williamson County (Hauptort Franklin) liegt, liegt Spring Hill jeweils etwa zur Hälfte im Maury County (Hauptort Columbia) und im Williamson County.

## Geschichte
Spring Hill war am 29. November 1864 Schauplatz des Battle of Spring Hill während des Sezessionskriegs.
Thompson’s Station, das ebenfalls Schauplatz des Sezessionskriegs und am 4. März 1863 der Battle of Thompson’s Station war, hat 1723 Einwohner (2008). Davon sind 91,19 % Weiße und 7,01 % Afroamerikaner sowie 1,8 % Andersstämmige.

## Schulen

### Schulen im Maury County
- Spring Hill High School
- Spring Hill Elementary School
- Marvin Wright Elementary School
- E.A. Cox School

### Schulen im Williamson County
- Heritage Elementary (in diesen ging Miley Cyrus zur Schule)
- Heritage Middle
- Bethesda Elementary
- Longview Elementary
- Chapmans Retreat Elementary
- Independence High School